# Нагайбаки (посёлок)
платформа Нагайбаки — упразднённый посёлок в Агаповском районе Челябинской области. На момент упразднения входил в состав Магнитного сельсовета. Исключен из учётных данных в 1974 г.

## География
Располагался на юго-востоке района, у ныне не существующей одноимённой железнодорожной платформы Южно-Уральской железной дороги, в 8,5 км (по прямой) к востоку от посёлка Магнитный, центра сельсовета.

## История
Населённый пункт возник в 1930-е годы в связи со строительством железнодорожной платформы на линие Карталы I — Магнитогорск Южно-Уральской железной дороги.
По данным на 1970 год посёлок платформа Нагайбаки входил в состав Магнитного сельсовета.
Исключен из учётных данных решением исполкома Магнитогорского сельского Совета № 33 от 6 августа 1974 года.

## Население
Согласно результатам переписи 1970 года в посёлке проживало 3 человека.